# Paul Bardtke

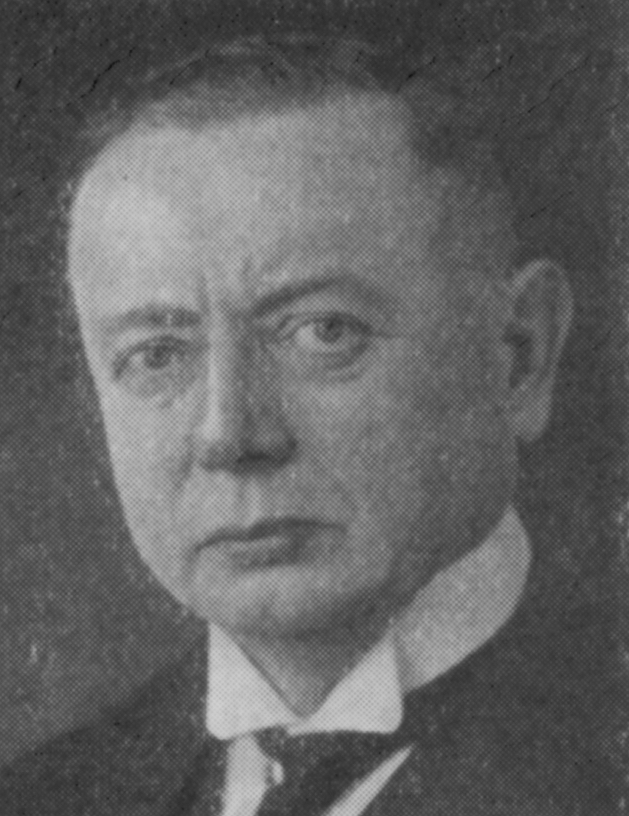
Paul Bardtke, um 1931

Paul Joseph Caesar Carl Bardtke (* 2. Mai 1872 in Kittlitztreben, Landkreis Bunzlau, Niederschlesien; † 27. Februar 1935 in Wittenberge, Brandenburg) war ein deutscher Beamter und Hochschullehrer. 

## Leben
Bardtke wurde 1902 Regierungsbaumeister und arbeitete in den Jahren 1904 bis 1907 beim Kaiserlichen Patentamt in Berlin. Im Jahr 1909 war er bei den preußischen Staatsbahnen, war 1910 Amtsvorstand der Lokomotivwerkstatt in Gleiwitz und dasselbe 1916 in Wittenberge.
Im Jahr 1918 wurde Bardtke zum Regierungsrat und Regierungsbaurat befördert, 1920 zum Oberregierungsrat und Oberbaurat und 1925 zum Reichsbahn-Oberrat. Im Jahr 1929 erhielt er einen Lehrauftrag für Schweißtechnik an der Technischen Hochschule Hannover und wurde 1930 zum Honorarprofessor ernannt.
Zum 1. Mai 1933 trat er in die NSDAP ein (Mitgliedsnummer 2.780.785). Ferner war er Mitglied des Nationalsozialistischen Deutschen Dozentenbundes (NSDDB).